# Alexânia
Alexânia ist eine brasilianische politische Gemeinde im Bundesstaat Goiás in der Mesoregion Ost-Goiás und in der Mikroregion Entorno de Brasília. Sie liegt südwestlich der brasilianischen Hauptstadt Brasília und 118 km nordöstlich von Goiânia, der Hauptstadt des Bundesstaates.

## Geographische Lage
Alexânia grenzt
- im Norden an Corumbá de Goiás
- im Osten an Santo Antônio do Descoberto
- im Süden an Luziânia und Silvânia
- im Südwesten an Abadiânia

Entlang der südwestlichen Grenze erstreckt sich der Stausee Corumbá IV. Die Ostgrenze des Gemeindegebietes wird durch seinen linken Zufluss Rio Areias gebildet. Die Westgrenze bildet der Rio do Ouro, welcher im Norden auf 1260 m nahe der Grenze zu Cocalzinho de Goiás entspringt. Dieser mündet als linker Zufluss in den Riberão Congonhas, der am Westende des Stausees Corumbá IV in diesen mündet.